# Parafia Trójcy Przenajświętszej w Crystal Brook
Parafia Trójcy Przenajświętszej w Crystal Brook – parafia rzymskokatolicka, należąca do diecezji Port Pirie.